# Лазович, Данко
Да́нко Ла́зович (серб. Данко Лазовић; род. 17 мая 1983[…], Крагуевац, Югославия) — югославский и сербский футболист, нападающий. Выступал за сборную Сербии.

## Клубная карьера
Начал карьеру в клубе из родного города — «Раднички». До перехода в «Фейеноорд» летом 2003 года за 7 млн € играл в сербском «Партизане». Но в «Фейеноорде» не сумел пробиться в основной состав команды и был отдан в аренду в «Байер». В январе 2006 года он был отдан в аренду в «Партизан» на 6 месяцев. Начал удачно, забив 5 голов в 11 матчах. Но в начале мая 2006 года после окончания сезона поссорился с одноклубником Нишей Савеличем. В дальнейшем их ссора переросла в драку в учебном центре команды.
Летом 2006 года возвратился в Эредивизие. «Витесс» купил нападающего у «Фейеноорда» за 1,5 млн €, причём выплачивать зарплату футболисту должен был «Фейеноорд». Лазович провёл прекрасный сезон в «Витессе», где был основным претендентом на получение «Золотой бутсы» Эредивизие, вручаемой лучшему бомбардиру чемпионата Нидерландов. На Лазовича обратили внимание в ПСВ, и по окончании сезона купили его у «Витесса» за 6,8 млн €. Контракт Лазовича с ПСВ был подписан на 5 лет. В ноябре 2008 года Лазович начал конфликтовать с главным тренером команды Хубом Стивенсом, за что был отправлен во второй состав. Через некоторое время Лазович извинился, и конфликт был исчерпан.
В марте 2010 года Лазович начал переговоры с петербургским «Зенитом». На трансфере серба настаивал лично главный тренер команды Лучано Спаллетти. 3 марта 2010 года перешёл в команду. Контракт был подписан на 4 года. 13 марта дебютировал в игре с «Крыльями Советов». 25 апреля получил надрыв двуглавой мышцы задней поверхности бедра, из-за чего выбыл из строя на месяц. В первом для себя сезоне в России провёл 30 матчей, забил 10 голов и сделал 10 голевых передач. Забил 700-й гол «Зенита» в чемпионатах России в ворота подмосковного «Сатурна» и «золотой» гол в ворота «Ростова» (с пенальти).
18 июня 2011 года Лазович, подошедший кинуть свою футболку болельщикам после матча с «Волгой», был атакован сотрудником ОМОНа, который ударил его электрошокером. Сам Лазович успел в последний момент отпрыгнуть. «Зенит» подготовил заявление в прокуратуру по поводу действий полиции в этой встрече. Однако Андрей Шмонин, заместитель начальника милиции общественной безопасности ГУВД по Нижегородской области, заявил, что «сотрудник ОМОНа встал между футболистами и болельщиками с вытянутыми руками. В его руках был электрошокер, но он не применялся». Но медицинская комиссия подтвердила, что электрошок по отношению к футболисту был использован; официальный диагноз — «электротравма и ожог первой степени подлопаточной области справа». Лишившись места в основном составе, Лазович решил перебраться в тот клуб, где будет игровая практика, и 27 февраля 2013 года перешёл на правах аренды в «Ростов». Соглашение было рассчитано на срок до конца сезона 2012/13. 6 апреля забил первый гол за «Ростов», реализовав пенальти в ворота московского «Спартака». 30 июля 2013 года вернулся в «Зенит».
20 января 2014 года на правах свободного агента вернулся в «Партизан».
16 февраля 2015 года перешёл в клуб китайской Лиги «Пекин Баси». В начале 2016 года перешёл в словенскую «Олимпию», где не сыграл ни одного матча за полгода, после чего перешёл в венгерский «Видеотон», где и завершил карьеру осенью 2018 года.

## Карьера в сборной
Дебютировал в сборной Сербии 27 марта 2002 года в товарищеском матче в Форталезе против Бразилии.
В 2010 году попал в заявку на чемпионат мира.
18 марта 2011 года Лазович прислал письмо в футбольную ассоциацию Сербии, в котором объявил о своём решении прекратить выступления за сборную. Игрок мотивировал свои действия желанием сосредоточиться на выступлениях за свой клуб.
В 2014 году вернулся в сборную после разговора с главным тренером Диком Адвокатом и провел четыре матча, после чего в сборную больше не вызывался.

## Достижения
«Партизан»
- Чемпион СРЮ (2): 2001/02, 2002/03
- Обладатель Кубка СРЮ: 2000/01
- Серебряный призёр Чемпионата Сербии: 2013/14

ПСВ'
- Чемпион Нидерландов: 2007/08
- Обладатель Суперкубка Нидерландов: 2008

«Зенит»
- Чемпион России (2): 2010, 2012
- Обладатель Кубка России: 2009/10
- Обладатель Суперкубка России: 2011
- Серебряный призёр чемпионата России: 2012/13

## Личная жизнь
Лазович женат. 10 декабря 2008 года родилась дочь Лаэль. Также есть сын. 29 декабря 2012 года родился сын Роман, названный в честь Романа Широкова.

## Статистика

### Клубная статистика
| Статистика на 24 августа 2014 | Статистика на 24 августа 2014 | Статистика на 24 августа 2014 | Статистика на 24 августа 2014 | Статистика на 24 августа 2014 | Статистика на 24 августа 2014 | Статистика на 24 августа 2014 | Статистика на 24 августа 2014 | Статистика на 24 августа 2014 | Статистика на 24 августа 2014 | Статистика на 24 августа 2014 | Статистика на 24 августа 2014 | Статистика на 24 августа 2014 | Статистика на 24 августа 2014 |
| Клуб                          | Сезон                         | Чемпионат                     | Чемпионат                     | Кубок                         | Кубок                         | Кубок Лиги                    | Кубок Лиги                    | Еврокубки                     | Еврокубки                     | Другое                        | Другое                        | Всего                         | Всего                         |
| Клуб                          | Сезон                         | Игры                          | Голы                          | Игры                          | Голы                          | Игры                          | Голы                          | Игры                          | Голы                          | Игры                          | Голы                          | Игры                          | Голы                          |
| ----------------------------- | ----------------------------- | ----------------------------- | ----------------------------- | ----------------------------- | ----------------------------- | ----------------------------- | ----------------------------- | ----------------------------- | ----------------------------- | ----------------------------- | ----------------------------- | ----------------------------- | ----------------------------- |
| Партизан                      | 2000/01                       | 8                             | 0                             | 0                             | 0                             | -                             | -                             | 0                             | 0                             | 0                             | 0                             | 8                             | 0                             |
| Партизан                      | 2001/02                       | 26                            | 9                             | 0                             | 0                             | -                             | -                             | 1                             | 0                             | 0                             | 0                             | 27                            | 9                             |
| Партизан                      | 2002/03                       | 26                            | 11                            | 2                             | 1                             | -                             | -                             | 6                             | 3                             | 0                             | 0                             | 34                            | 15                            |
| Фейеноорд                     | 2003/04                       | 23                            | 6                             | 1                             | 0                             | -                             | -                             | 2                             | 0                             | 0                             | 0                             | 26                            | 6                             |
| Фейеноорд                     | 2004/05                       | 18                            | 3                             | 2                             | 1                             | -                             | -                             | 5                             | 0                             | 0                             | 0                             | 25                            | 4                             |
| → Байер                       | 2005/06                       | 9                             | 0                             | 1                             | 3                             | 0                             | 0                             | 1                             | 0                             | 0                             | 0                             | 11                            | 3                             |
| → Партизан                    | 2005/06                       | 11                            | 5                             | 0                             | 0                             | -                             | -                             | 0                             | 0                             | 0                             | 0                             | 11                            | 5                             |
| Витесс                        | 2006/07                       | 32                            | 19                            | 2                             | 1                             | -                             | -                             | 0                             | 0                             | 5                             | 2                             | 39                            | 22                            |
| ПСВ                           | 2007/08                       | 31                            | 11                            | 0                             | 0                             | -                             | -                             | 12                            | 3                             | 0                             | 0                             | 43                            | 14                            |
| ПСВ                           | 2008/09                       | 27                            | 8                             | 2                             | 2                             | -                             | -                             | 3                             | 1                             | 1                             | 1                             | 33                            | 12                            |
| ПСВ                           | 2009/10                       | 24                            | 5                             | 3                             | 1                             | -                             | -                             | 11                            | 1                             | 0                             | 0                             | 38                            | 7                             |
| Зенит                         | 2010                          | 20                            | 5                             | 4                             | 2                             | -                             | -                             | 11                            | 3                             | -                             | -                             | 35                            | 10                            |
| Зенит                         | 2011/12                       | 31                            | 12                            | 2                             | 0                             | -                             | -                             | 6                             | 0                             | 1                             | 0                             | 40                            | 12                            |
| → Ростов                      | 2012/13                       | 9                             | 1                             | 2                             | 0                             | -                             | -                             | 0                             | 0                             | 2                             | 1                             | 13                            | 2                             |
| Партизан                      | 2013/14                       | 10                            | 6                             | 0                             | 0                             | -                             | -                             | 0                             | 0                             | -                             | -                             | 10                            | 6                             |
| Партизан                      | 2014/15                       | 2                             | 2                             | 0                             | 0                             | -                             | -                             | 5                             | 3                             | -                             | -                             | 7                             | 5                             |
| Всего                         | Всего                         | 286                           | 99                            | 21                            | 11                            | 0                             | 0                             | 53                            | 14                            | 9                             | 4                             | 369                           | 134                           |

### Матчи и голы за сборную
| Матчи и голы Лазовича за сборную | Матчи и голы Лазовича за сборную | Матчи и голы Лазовича за сборную | Матчи и голы Лазовича за сборную | Матчи и голы Лазовича за сборную | Матчи и голы Лазовича за сборную |
| -------------------------------- | -------------------------------- | -------------------------------- | -------------------------------- | -------------------------------- | -------------------------------- |
| №                                | Дата                             | Соперник                         | Счёт                             | Голы Лазовича                    | Соревнование                     |
| 1                                | 27 марта 2002                    | Бразилия                         | 0:1                              | -                                | Товарищеский матч                |
| 2                                | 11 июля 2004                     | Словакия                         | 2:0                              | -                                | Товарищеский матч                |
| 3                                | 13 июля 2004                     | Япония                           | 0:1                              | -                                | Товарищеский матч                |
| 4                                | 18 августа 2004                  | Словения                         | 1:1                              | -                                | Товарищеский матч                |
| 5                                | 16 августа 2006                  | Чехия                            | 3:1                              | 1                                | Товарищеский матч                |
| 6                                | 2 сентября 2006                  | Азербайджан                      | 1:0                              | -                                | Отборочные матчи ЧЕ-2008         |
| 7                                | 6 сентября 2006                  | Польша                           | 1:1                              | 1                                | Отборочные матчи ЧЕ-2008         |
| 8                                | 7 октября 2006                   | Бельгия                          | 1:0                              | -                                | Отборочные матчи ЧЕ-2008         |
| 9                                | 11 октября 2006                  | Армения                          | 3:0                              | 1                                | Отборочные матчи ЧЕ-2008         |
| 10                               | 15 ноября 2006                   | Норвегия                         | 1:1                              | -                                | Товарищеский матч                |
| 11                               | 24 марта 2007                    | Казахстан                        | 1:2                              | -                                | Отборочные матчи ЧЕ-2008         |
| 12                               | 28 марта 2007                    | Португалия                       | 1:1                              | -                                | Отборочные матчи ЧЕ-2008         |
| 13                               | 2 июня 2007                      | Финляндия                        | 2:0                              | -                                | Отборочные матчи ЧЕ-2008         |
| 14                               | 22 августа 2007                  | Бельгия                          | 2:3                              | -                                | Отборочные матчи ЧЕ-2008         |
| 15                               | 8 сентября 2007                  | Финляндия                        | 0:0                              | -                                | Отборочные матчи ЧЕ-2008         |
| 16                               | 13 октября 2007                  | Армения                          | 0:0                              | -                                | Отборочные матчи ЧЕ-2008         |
| 17                               | 17 октября 2007                  | Азербайджан                      | 6:1                              | 1                                | Отборочные матчи ЧЕ-2008         |
| 18                               | 21 ноября 2007                   | Польша                           | 2:2                              | 1                                | Отборочные матчи ЧЕ-2008         |
| 19                               | 6 февраля 2008                   | Македония                        | 1:1                              | 1                                | Товарищеский матч                |
| 20                               | 26 марта 2008                    | Украина                          | 0:2                              | -                                | Товарищеский матч                |
| 21                               | 24 мая 2008                      | Ирландия                         | 1:1                              | -                                | Товарищеский матч                |
| 22                               | 31 мая 2008                      | Германия                         | 1:2                              | -                                | Товарищеский матч                |
| 23                               | 6 сентября 2008                  | Фарерские острова                | 2:0                              | -                                | Отборочные матчи ЧМ-2010         |
| 24                               | 19 ноября 2008                   | Болгария                         | 6:1                              | 1                                | Товарищеский матч                |
| 25                               | 10 февраля 2009                  | Кипр                             | 2:0                              | 1                                | Товарищеский матч                |
| 26                               | 11 февраля 2009                  | Украина                          | 0:1                              | -                                | Товарищеский матч                |
| 27                               | 1 апреля 2009                    | Швеция                           | 2:0                              | -                                | Товарищеский матч                |
| 28                               | 6 июня 2009                      | Австрия                          | 1:0                              | -                                | Отборочные матчи ЧМ-2010         |
| 29                               | 10 июня 2009                     | Фарерские острова                | 2:0                              | -                                | Отборочные матчи ЧМ-2010         |
| 30                               | 12 августа 2009                  | ЮАР                              | 3:1                              | 1                                | Товарищеский матч                |
| 31                               | 9 сентября 2009                  | Франция                          | 1:1                              | -                                | Отборочные матчи ЧМ-2010         |
| 32                               | 14 ноября 2009                   | Северная Ирландия                | 1:0                              | 1                                | Товарищеский матч                |
| 33                               | 18 ноября 2009                   | Республика Корея                 | 1:0                              | -                                | Товарищеский матч                |
| 34                               | 3 марта 2010                     | Алжир                            | 3:0                              | -                                | Товарищеский матч                |
| 35                               | 29 мая 2010                      | Новая Зеландия                   | 0:1                              | -                                | Товарищеский матч                |
| 36                               | 2 июня 2010                      | Польша                           | 0:0                              | -                                | Товарищеский матч                |
| 37                               | 5 июня 2010                      | Камерун                          | 4:3                              | -                                | Товарищеский матч                |
| 38                               | 13 июня 2010                     | Гана                             | 0:1                              | -                                | Финальные матчи ЧМ-2010          |
| 39                               | 18 июня 2010                     | Германия                         | 1:0                              | -                                | Финальные матчи ЧМ-2010          |
| 40                               | 23 июня 2010                     | Австралия                        | 1:2                              | -                                | Финальные матчи ЧМ-2010          |
| 41                               | 3 сентября 2010                  | Фарерские острова                | 3:0                              | 1                                | Отборочные матчи ЧЕ-2012         |
| 42                               | 7 сентября 2010                  | Словения                         | 1:1                              | -                                | Отборочные матчи ЧЕ-2012         |
| 43                               | 8 октября 2010                   | Эстония                          | 1:3                              | -                                | Отборочные матчи ЧЕ-2012         |
| 44                               | 11 октября 2014                  | Армения                          | 1:1                              | -                                | Отборочные матчи ЧЕ-2016         |
| 45                               | 14 октября 2014                  | Албания                          | 0:3                              | -                                | Отборочные матчи ЧЕ-2016         |
| 46                               | 14 ноября 2014                   | Дания                            | 1:3                              | -                                | Отборочные матчи ЧЕ-2016         |
| 47                               | 18 ноября 2014                   | Греция                           | 2:0                              | -                                | Товарищеский матч                |

Итого: 47 матчей / 11 голов; 21 победа, 13 ничьих, 13 поражений.